# Cinemood
Cinemood — международная компания с офисами в Москве и Пало-Алто (Калифорния, США), производитель портативных проекторов с предустановленным контентом и онлайн-сервисами для всей семьи под марками Cinemood и «Мультикубик».

## История
К идее безопасного для детей компактного проектора для семейного использования будущий основатель «Мультикубика» (впоследствии — Cinemood) Михаил Буховцев пришёл, когда решил познакомить 5-летнюю дочь с советскими диафильмами, но не нашёл подходящего современного устройства. На тот момент Буховцев работал Huawei, а чтобы приблизить мечту о запуске собственного стартапа учился на стартап-мероприятиях коворкинга Tceh и прошёл вольнослушателем первую акселерационную программу «Яндекса» Tolstoy Summer Camp. Со своим бизнес-партнёром Павлом Журавлевым, Михаил вместе работал в Huawei, а со вторым будущим бизнес-партнёром, маркетологом Дарьей Мингалиевой он познакомился по рекомендации летом 2014 года, когда искал консультанта, чтобы выкристаллизовать концепцию будущего устройства. Мингалиеву идея увлека, и над её реализацией они работали уже совместно.
На первой же встрече Буховцев и Мингалиева сформулировали требования к устройству: пикопроектор должен был быть безопасным для детей и иметь встроенную библиотеку мультфильмов и диафильмов. От работы с представленными на рынке устройствами и перепродажи проекторов сторонних производителей партнёры сразу отказались в пользу работы по модели White Label. Понимание китайского рынка помогло Буховцеву найти производителя, партнёры привлекли инвестиции у бизнес-ангелов, доработали модель и заказали первую партию из 3000 устройств. Некоторое время потребовалось на поиск правообладателей диафильмов и классики советской мультипликации, и в конце 2014 года «Мультикубики 1.0» были готовы
Дистрибуция «Мультикубиков 1.0» была организована через отделы детских товаров и товаров для хобби и творчества ЦУМа, ГУМа, «Республики», «Деликатесов Стерео» и Bosco di Ciliegi и онлайн-магазины Ozon.ru и Pocketbook. Позиционирование устройства на родительскую аудиторию оказалось удачным, и вся первая партия была распродана в течение 2015 года. Устройство получило хорошие отзывы, главным пожеланием к следующей версии было расширение библиотеки мультфильмов. Однако вместо продолжения выпуска старой модели предприниматели решили делать новое устройство, разработка которого заняла около полутора лет.
С первыми прототипами второго «Мультикубика» команда летом—осенью 2015 года прошла акселерацию в первой российской программе поддержки стартапов в области аппаратного обеспечения от  фонда «Сколково» и сингапурского акселератора HaxAsia при поддержке венчурного фонда HaxVentures и РВК. Проект оказался одним из лучших в потоке, а менторы убедили команду переориентировать проект на мировой рынок. На Consumer Electronics Show в Лас-Вегасе в январе 2016 года компания представила новый проектор под новым брендом Cinemood («Кинонастроение»). Он получил оптический модуль, разработанный совместно с Texas Instruments, систему пассивного охлаждения, Wi-Fi, поддержку потокового воспроизведения и возможность загружать собственный контент, а его дизайн разработал Ярослав Рассадин, в прошлом сотрудничавший с Marussia Motors.
Весной 2016 года в поддержку запуска нового устройства партнёры запустили краудфандинговую кампанию на Indiegogo, которая принесла 170 тысяч долларов в предзаказах от пользователей из 90 стран. Параллельно они привлекли ещё 300 тысяч долларов от нескольких частных российских инвесторов на краудинвестинговой платформе StartTrack. Летом стартап прошёл акселератор датской компании Bang & Olufsen и выиграл организованный «Сколково» конкурс Startup Village, а также открыл офис в США и принял участие в TechCrunch Disrupt. В январе 2017 года Фонд развития интернет-инициатив инвестировал в Cinemood 207 миллионов рублей (2,5 миллиона долларов), что стало его второй по величине инвестицией в целом.
В марте 2017 года после инвестиций ФРИИ компания прошла в первый набор акселератора TechMafia, учреждённого фондом для поддержки зарубежной экспансии российских проектов. В сентябре 2017 года Cinemood стал первым проектом из России, завершившим акселерационную программу HAX Growth. В результате компания привлекла 100 тысяч долларов инвестиций от венчурного фонда SOSV. В мае 2018 года Cinemood и российско-индийский фонд прямых инвестиций в технологические проекты ВЭБ Viman Capital подписали соглашение о намерениях фонда инвестировать 5 миллионов долларов в разработчика портативных проекторов. В декабре 2018 года Cinemood получил ещё 263 миллиона рублей инвестиций от ФРИИ, российско-белорусского фонда RBF Ventures и нескольких частных инвесторов.

## Продукты

### Технические характеристики
Проекторы линейки Cinemood имеют форм-фактор куба с ребром 8 сантиметров и вес менее 300 граммов. Малый вес и размеры позволяют использовать устройство как в домашних условиях, так и вне дома, а аккумулятор ёмкостью 3000 мАч обеспечивает до 5 часов автономной работы. Проекционная DLP-система создаёт световой поток в 35 люмен и контрастностью 1000:1, что обеспечивает яркое изображение диагональю до 118 дюймов на расстоянии нескольких метров. В устройстве есть гироскоп для корректировки трапецеидальных искажений. Устройство работает на базе 4-ядерного процессора на архитектуре ARM, имеет 32 гигабайта встроенной памяти и поддержку внешних флеш-накопителей. Беспроводные интерфейсы включают Wi-Fi для обновления программного обеспечения, загрузки контента и дистанционного управления через приложения для Android и iOS, а также Bluetooth для вывода звука на беспроводные динамики или наушники. Есть встроенные динамики мощностью 2,5 ватта. Два аналоговых разъёма — MicroUSB для подключения к ПК и зарядки и мини-джек. Устройства работают на собственной операционной системе Cinemood OS, основанной на ядре Android.
На Consumer Electronics Show 2018 в Лас-Вегасе компания представила прототип нового устройства — Cinemood LTE с поддержкой сетей 4G, более ярким оптическим модулем с большим разрешением, поддержкой видео 360° и голосовым управлением.

### Контент
Компания выпускает под общим брендом Cinemood несколько моделей мини-кинотеатров, которые отличаются набором предустановленных онлайн-сервисов и контента для детей и взрослых: «Кинокубик ivi» и «Мультикубик» в России и Cinemood White в США. Российским пользователям доступны телеканал «Мульт», онлайн-кинотеатр ivi.ru, онлайн-телевидение «Мегафон.ТВ», «Яндекс.Радио», «Детское радио», YouTube и YouTube Kids, детское караоке «Кукутики» и другие сервисы. Выпущенная в мае 2018 года совместно с телеканалом Мульт» модель «МУЛЬТиКУБИК» получила больше «детского» контента и полугодовую подписку на каталог мультфильмов. Совместная с ivi.ru модель «Кинокубик», представленная в августе 2018 года, оформлена в фирменных цветах сервиса и включает полугодовую подписку на онлайн-кинотеатр. На цифровой платформе устройства для американского рынка предустановлены мультфильмы и цифровые книги Disney, а также доступны Netflix и Amazon Prime. Партнёром Cinemood на рынке США стала компания Disney. Для мини-кинотеатра были лицензированы диснеевские мультфильмы и адаптированы электронные книги.

### Диафильмы
Идея просмотра диафильмов на портативном проекторе легла в основу первого «Мультикубика». Их поиск и подготовка заняли у основателей компании длительное время. Через Государственный фонд кинофильмов Российской Федерации им удалось выйти на правообладателей и приобрести права на 2000 диафильмов, но часть плёнок оказалась утеряна, и многим требовались реставрация и оцифровка. К выходу «Мультикубика 1.0» удалось подготовить 10 диафильмов. В 2016 году компания начала сотрудничать с Российской государственной детской библиотекой, владеющей крупнейшим собранием диафильмов, переданных из региональных детских библиотек. Осенью 2017 года Cinemood и Московский музей анимации открыли виртуальную библиотеку диафильмов, собрание которой на момент запуска составило 100 плёнок. К марту 2018 года в каталоге компании было уже 200 восстановленных диафильмов. В Cinemood над подготовкой диафильмов работает команда из 5 человек, которая оцифровывает плёнки, проводит ретушь и переводит их на иностранные языки.

### Мультфильмы
Как и в случае с диафильмами, основателям компании пришлось потратить время на поиск правообладателей советской классики мультипликации, поскольку даже «Союзмультфильм» утратил большую часть прав на собственные произведения. В итоге лицензиаром оказалась кинокомпания «Крупный план», специализирующаяся на реставрации и колоризации советской классики. К выходу «Мультикубика 1.0» компания приобрела права на 50 мультфильмов «Союзмультфильма», а уже к 2016 году лицензировала 500 мультипликационных лент от 30 студий.
Компания также нашла нетривиальный способ дистрибуции контента через силиконовые чехлы, стилизованные под героев мультфильмов. Они не только защищают чувствительные электронику и оптику от внешних воздействий и придают устройствам индивидуальность, но и содержат NFC-метки, считав которые устройство активирует подписку на новый мультфильм, герой которого послужил прообразом для дизайна чехла. В числе мультфильмов, доступных через умные чехлы «Смешарики», HooplaKidz, «Приключения Ам Няма», «Котики, вперёд!» и «Ми-ми-мишки».

### Прочее
Помимо мультфильмов на устройства предустановлены различные образовательные и развивающие материалы для детей, в частности, уроки театра теней, направленные на развитие мелкой моторики. Также на устройстве установлен клиент мессенджера Telegram, возможности которого ограничены приёмом сообщений, которые отправлены по индивидуальному номеру устройства через специального бота. Пользователь может управлять устройством с помощью кнопок на корпусе, через мобильное приложение для iOS или Android или через Apple Watch.
В марте 2018 года соосновательница компании Дарья Мингалиева на встрече женщин-предпринимательниц с Владимиром Путиным подарила президенту мини-кинотеатр и предложила использовать стартап для продвижения национальной культуры в стране и за рубежом в сотрудничестве с такими крупными культурно-образовательными и музейными комплексами как Третьяковская галерея, Музей космонавтики, Музей русского импрессионизма, Большой театр. Путин в ответ рассказал о популярности «Мультикубика» среди его знакомых, одобрил инициативу и пообещал обсудить её с министром культуры Владимиром Мединским.

## Компания
Офисы Cinemood открыты в Москве и Пало-Алто (Калифорния, США). На второй квартал 2017 года в компании работали 34 человека, примерно половина — разработчики. У компании несколько десятков внештатных программистиов и инженеров, также на аутсорс вынесен дизайн аппаратного обеспечения. На первый квартал 2019 года в компании работали 60 человек.

### Финансовые показатели
По данным СПАРК, в 2016 году выручка российского юридического лица компании составила 6 миллионов рублей, в 2017 — увеличилась до 188 миллионов. Информация за более поздний период не раскрывалась. По данным совместного исследования издательства «Телеспутник» и аналитического центра GS Group, по итогам 2017 года компания стала одним из крупнейших участников рынка домашних проекторов с долей в 8% от общего числа проданных устройств (9,9 тысяч к 120 тысячам). Всего c 2015 по начало 2019 года компания продала более 27 тысяч пикопроекторов в 90 странах мира. В России дистрибуция организована через компании OCS, diHouse и ELKO, которые поставляют устройства в сети restore:, М.Видео, онлайн-гипермаркеты, региональные магазины электроники и товаров для детей. В США продажи устройств организованы через Amazon, Best Buy и другие площадки. Доля США в общем объёме продаж на 2018 год составляла около 20%.

### Награды
- В 2017 году Cinemood Storyteller был удостоен премии в области дизайна Red Dot Design Award[35]

- В 2016 году компания заняла первое место в конкурсе стартапов Startup Village 2016[38]